# Allocosa mossambica
Allocosa mossambica är en spindelart som beskrevs av Roewer 1959. Allocosa mossambica ingår i släktet Allocosa och familjen vargspindlar.
Artens utbredningsområde är Moçambique. Inga underarter finns listade i Catalogue of Life.